# Campionati europei femminili di hockey su pista 2011
Il Campionato europeo di hockey su pista femminile 2011 è stata l'11ª edizione del campionato europeo di hockey su pista femminile; la manifestazione è stata disputata in Germania a Wuppertal dal 25 al 29 ottobre 2011.

La competizione fu organizzata dalla Comité Européen de Rink-Hockey.

Il torneo è stato vinto dalla nazionale spagnola per la 3ª volta nella sua storia.

## Nazionali partecipanti
- Francia
- Germania
- Portogallo
- Spagna
- Svizzera

## Svolgimento del torneo

### Risultati
Prima giornata
| Wuppertal 25 ottobre 2011, ore 17:45 | Spagna                           | 4 – 1 | Francia | Alfred Henckels Halle\| Arbitro: \| Thomas Ehlert Johannes Schneider \| |
| Arbitro:                             | Thomas Ehlert Johannes Schneider |       |         |                                                                         |

| Wuppertal 25 ottobre 2011, ore 19:45 | Germania                   | 7 – 3 | Svizzera | Alfred Henckels Halle\| Arbitro: \| Josep Ribo Xavier Jacquart \| |
| Arbitro:                             | Josep Ribo Xavier Jacquart |       |          |                                                                   |

Seconda giornata
| Wuppertal 26 ottobre 2011, ore 18:00 | Portogallo               | 7 – 1 | Svizzera | Alfred Henckels Halle\| Arbitro: \| Josep Ribo Thomas Ehlert \| |
| Arbitro:                             | Josep Ribo Thomas Ehlert |       |          |                                                                 |

| Wuppertal 26 ottobre 2011, ore 19:30 | Spagna                              | 3 – 0 | Germania | Alfred Henckels Halle\| Arbitro: \| Florindo Cardoso Johannes Schneider \| |
| Arbitro:                             | Florindo Cardoso Johannes Schneider |       |          |                                                                            |

Terza giornata
| Wuppertal 27 ottobre 2011, ore 18:00 | Francia                        | 10 – 0 | Svizzera | Alfred Henckels Halle\| Arbitro: \| Florindo Cardoso Thomas Ehlert \| |
| Arbitro:                             | Florindo Cardoso Thomas Ehlert |        |          |                                                                       |

| Wuppertal 27 ottobre 2011, ore 19:30 | Portogallo                         | 3 – 3 | Germania | Alfred Henckels Halle\| Arbitro: \| Xavier Jacquart Johannes Schneider \| |
| Arbitro:                             | Xavier Jacquart Johannes Schneider |       |          |                                                                           |

Quarta giornata
| Wuppertal 28 ottobre 2011, ore 18:00 | Spagna                           | 10 – 1 | Svizzera | Alfred Henckels Halle\| Arbitro: \| Florindo Cardoso Xavier Jacquart \| |
| Arbitro:                             | Florindo Cardoso Xavier Jacquart |        |          |                                                                         |

| Wuppertal 28 ottobre 2011, ore 19:30 | Portogallo                    | 4 – 2 | Francia | Alfred Henckels Halle\| Arbitro: \| Josep Ribo Johannes Schneider \| |
| Arbitro:                             | Josep Ribo Johannes Schneider |       |         |                                                                      |

Quinta giornata
| Wuppertal 29 ottobre 2011, ore 18:00 | Spagna                        | 4 – 2 | Portogallo | Alfred Henckels Halle\| Arbitro: \| Thomas Ehlert Xavier Jacquart \| |
| Arbitro:                             | Thomas Ehlert Xavier Jacquart |       |            |                                                                      |

| Wuppertal 29 ottobre 2011, ore 19:30 | Germania                    | 5 – 2 | Francia | Alfred Henckels Halle\| Arbitro: \| Josep Ribo Florindo Cardoso \| |
| Arbitro:                             | Josep Ribo Florindo Cardoso |       |         |                                                                    |

### Classifica
|    | Squadra    | PT | G | V | N | P | GF | GS | Diff. |
| -- | ---------- | -- | - | - | - | - | -- | -- | ----- |
| 1. | Spagna     | 12 | 4 | 4 | 0 | 0 | 21 | 4  | +17   |
| 2. | Portogallo | 7  | 4 | 2 | 1 | 1 | 16 | 10 | +6    |
| 3. | Germania   | 7  | 4 | 2 | 1 | 1 | 15 | 11 | +4    |
| 4. | Francia    | 3  | 4 | 1 | 0 | 3 | 15 | 13 | +2    |
| 5. | Svizzera   | 0  | 4 | 0 | 0 | 4 | 5  | 34 | -29   |

## Campioni
| Campione d'Europa 2011 |
| ---------------------- |
| Spagna 3º titolo       |